# Wai Seputih
Wai Seputih är ett vattendrag i Indonesien.   Det ligger i provinsen Lampung, i den västra delen av landet, 200 km nordväst om huvudstaden Jakarta.